# Turnverein Villingen
Der Turnverein Villingen von 1848 ist ein deutscher Turn- und Sportverein aus Villingen im Schwarzwald. Mit ca. 2300 Mitgliedern ist er der größte Verein der Region.
1939 erreichten die Turner die Endrunde um die Deutsche Turnvereinsmeisterschaft.
Heute werden zahlreiche Sportarten wie Leichtathletik oder Volleyball im Verein angeboten.
Bei den deutschen Meisterschaften in speziellen Wurfdisziplinen am 27. April 2014 holten Villinger Leichtathleten 6 Titel, 7 Silber- und 4 Bronzemedaillen.
Die Volleyball-Frauen spielten 2010/11 und 2011/12 in der zweiten Bundesliga. Seitdem spielen sie in der dritten Liga. 2017 wurde zwar der sportliche Erfolg für den Aufstieg in die zweite Bundesliga erreicht, aber der Verein verzichtete aus finanziellen Gründen auf den Aufstieg. Die weibliche U16-Mannschaft nahm 2017 an der Deutschen Meisterschaft teil und belegte Platz 14.

## Bekannte Mitglieder (Auswahl)
- Eugen Kopp, Oberturnwart
- Hans Pludra, Turner